# 馬馬克 (北卡羅萊納州)
馬馬克（英語：Mar-Mac）是位於美國北卡羅萊納州韋恩縣的普查規定居民點。

## 人口
根據2020年美國人口普查的數據，馬馬克的面積為11.85平方千米，當中陸地面積為11.78平方千米，而水域面積為0.07平方千米。當地共有人口3184人，而人口密度為每平方千米268.69人。